# 青野令
青野 令（あおの りょう、1990年5月15日 - ）は、愛媛県松山市出身のスノーボード選手。松山城南高等学校卒業、松山大学経営学部中退、日本体育大学体育学部卒業。2009年スノーボード世界選手権韓国・江原道大会（種目ハーフパイプ）日本人男子初の優勝者。

## 人物
ヨネックスと契約を結んでおり、同じく同社とスポンサー契約をしている石川遼と共に「Wリョウ」と呼ばれる。2006-07スノーボード・ワールドカップでハーフパイプ種目で総合優勝を果たした。日本人でスノーボード・ワールドカップで総合優勝を果たした選手は彼のほかに今井メロ、山岡聡子しかおらず、日本人の男性としては初の総合優勝である。
小学校4年時よりスノーボードをはじめ、東温市内にある国内最大級の屋内ゲレンデ、アクロス重信で練習をしてきた。2004年にはJOCジュニアオリンピックで優勝、2005年には連覇を達成する。
2006年は15歳にしてシニアの大会であるFISキスマークカップスノーボードジャパンに出場し優勝を果たす。その後は日本代表として世界を舞台に戦い、2006-07スノーボード・ワールドカップではハーフパイプ競技で富良野大会、カルガリー大会などでの優勝を果たし、総合優勝を果たした。
2008年1月27日にアメリカのコロラドで行われたWINTER X-GAMES(エックスゲームズ) Men's Snowboard SuperPipeで、ショーン・ホワイトに続く2位になり、銀メダルを獲得。
2009年スノーボード世界選手権ハーフパイプ男子で優勝し、日本人初のスノーボード世界選手権覇者となった。
2010年バンクーバーオリンピックスノーボード・ハーフパイプ日本代表。予選第1組では2位に付けストレートで決勝進出を果たしたものの、決勝では1回目は最初の空中姿勢を崩し、2回目は最後の着地時にバランスを崩し、メダルには届かず9位。
バンクーバー冬季五輪の國母和宏の服装問題において、競技の先輩でもある國母を擁護した人物の一人である。
2012年1月29日にアメリカのコロラドで行われたWinter X-Games 2012 Snowboard Men's SuperPipeで銅メダルを獲得。
2013年地元松山大学を中退し、将来はスポーツ（体育教師など）指導者を志すと共により良い練習環境を求めて同年4月3日東京の日本体育大学体育学部社会体育学科に入学した。現在日体大学友会（全日本学生スキー連盟一部校所属・体育会系）スキー部フリースタイルブロック（スノーボード・ハーフパイプ）に所属。2014年2月ソチオリンピックスノーボード新種目スロープスタイル8位入賞の角野友基、ハープパイプ平野歩夢（銀メダリスト）・平岡卓（銅メダリスト）などはアクロス重信の後輩にあたる。
2014-15年シーズンは大会には出場せずケガのリハビリに専念した。
2015-16年シーズンはマンモスマウンテン大会のワールドカップで優勝、パークシティー大会で2位となり2月に札幌で行われる最終戦を残して7年ぶり3度目の種目別優勝を果たした。最終戦の札幌大会では2月12日の予選を8位で通過し14日の決勝で優勝。
2017-18年シーズンを最後に引退を表明、平昌冬季五輪では日本代表のコーチとして帯同した。

## 主な成績
- 2007年 FIS World Cup(JPN) HP 1位
- 2007年 FIS World Cup(CAD) HP 1位
- 2007年 FIS World Cup(CAD) HP 2位
- 2007年 FIS World Cup(NZL) HP 1位
- 2008年 FIS World Cup(KOR) HP 1位
- 2008年 FIS World Cup(NZL) HP 2位
- 2009年 FIS World Cup(JPN) HP 1位
- 2009年 FIS World Cup(CAD) HP 2位
- 2009年 FIS World Cup(NZL) HP 7位
- 2010年 FIS World Cup(SUI) HP 2位
- 2011年 FIS World Cup(CAD) HP 1位
- 2011年 FIS World Cup(SUI) HP 2位
- 2012年 FIS World Cup(NZL) HP 1位
- 2016年 FIS World Cup(USA) HP 1位
- 2016年 FIS World Cup(USA) HP 2位
- 2016年 FIS World Cup(JPN) HP 1位

- 2009年 スノーボード世界選手権 HP 1位
- 2011年 スノーボード世界選手権 HP 8位
- 2013年 スノーボード世界選手権 HP 5位

- 2013年 FIS National Championships-Niseko(JPN) HP 5位
- 2014年 FIS National Championships-Niseko(JPN) HP 3位

- 2007年 Burton New Zealand Open HP 3位
- 2008年 Burton New Zealand Open HP 5位
- 2009年 Burton New Zealand Open HP 5位
- 2010年 Burton New Zealand Open HP 4位
- 2011年 Burton New Zealand Open HP 1位

- 2012年 Burton High Fives! HP 2位
- 2013年 Burton High Fives! HP 3位
- 2014年 Burton High Fives! HP 5位

- 2011年 Burton US Open HP 5位
- 2013年 Burton US Open HP 4位
- 2016年 Burton US Open HP 24位

- 2008年 Winter X Games HP 2位
- 2012年 Winter X Games HP 3位

- 2010年 バンクーバー五輪 HP 9位
- 2014年 ソチ五輪 HP 37位

- 2007年 Nissan X-Trail Nippon Open HP 3位
- 2009年 Nissan X-Trail Asian Open HP 4位
- 2010年 U.S. Revolution Tour HP 3位
- 2015年 U.S. Revolution Tour HP 2位
- 2011年 U.S. Snowboard Grand Prix HP 4位
- 2012年 Burton Canadian Open HP 1位
- 2014年 Snoboard Jamboree HP 1位